# Вілар-де-Перегрінуш
Вілар-де-Перегрінуш (порт. Vilar de Peregrinos; МФА: [vi.ˈɫaɾ dɨ pɨ.ɾɨ.ˈgɾi.nuʃ]) — парафія в Португалії, у муніципалітеті Віняйш. Розташована в північно-східній частині країни, на теренах історичної португальської провінції Трансмонтана. Входить до складу округу Браганса. За адміністративним поділом, чинним до 1976 року, терени парафії були складовою провінції Трансмонтана і Верхнє Дору. Належить до Брагансько-Мірандської діоцезії Католицької церкви. Патрон — Ісус Христос. Площа — 15,9930 км². Населення — 155 ос. (2011). Слабо урбанізований регіон. Густота населення — 9,69 осіб/км²
. Код — 041233.

## Населення
| Кількість мешканців | Кількість мешканців | Кількість мешканців | Кількість мешканців | Кількість мешканців | Кількість мешканців | Кількість мешканців | Кількість мешканців | Кількість мешканців | Кількість мешканців | Кількість мешканців | Кількість мешканців | Кількість мешканців | Кількість мешканців | Кількість мешканців |
| ------------------- | ------------------- | ------------------- | ------------------- | ------------------- | ------------------- | ------------------- | ------------------- | ------------------- | ------------------- | ------------------- | ------------------- | ------------------- | ------------------- | ------------------- |
| 1864                | 1878                | 1890                | 1900                | 1911                | 1920                | 1930                | 1940                | 1950                | 1960                | 1970                | 1981                | 1991                | 2001                | 2011                |
| 357                 | 341                 | 403                 | 396                 | 389                 | 358                 | 386                 | 496                 | 516                 | 545                 | 342                 | 323                 | 234                 | 164                 | 155                 |